# Novogueorguíevka (Ilanski)
|  | Per a altres significats, vegeu «Novogueorguíievka». |

Novogueorguíevka (en rus: Новогеоргиевка) és un poble del krai de Krasnoiarsk, a Rússia, que el 2014 tenia 135 habitants. Pertany al districte d'Ilanski.